# Zine El Abidine Sebbah
Pour les articles homonymes, voir Abidine et Sebbah.
Mohamed Zine El Abidine Sebbah est un footballeur algérien né le 22 mars 1987 à Oran. Il évolue au poste de défenseur.

## Carrière
Durant son passage au MC Oran, il remporte la coupe d'Algérie junior en 2006 avant d'être promu en équipe première avec les talentueux Abdennour Cherif El-Ouazzani et Zaki Bendriss.

## Palmarès
- Accession en Ligue 1 en 2009 avec le MC Oran.
- Vainqueur de la coupe d'Algérie junior en 2006 avec le MC Oran.